# Vibrio parahaemolyticus
Il Vibrio parahaemolyticus è un batterio non invasivo, appartenente al genere dei vibrioni, essendo alofilo si ritrova generalmente nelle acque e in alimenti di origine marina. La trasmissione avviene per ingestione di crostacei e molluschi consumati crudi o poco cotti (quindi, per via oro-fecale).

In caso di infezione, i sintomi si presentano 12-24 ore dopo l'ingestione e sono dati da diarrea abbondante, crampi addominali, vomito, cefalea e febbre. I sintomi tendono a scomparire spontaneamente nel giro di tre giorni.

## Prevenzione e terapia
È necessario consumare pesce di allevamenti controllati, evitare quando possibile di ingerirlo crudo, e refrigerarlo dopo la cottura, se non lo si consuma subito. La terapia è data da trattamenti idratanti e risalificanti.